# Personaggi di Art of Fighting
Questa è una lista di tutti i personaggi della serie Art of Fighting della SNK. I personaggi vengono elencati in ordine di apparizione nel gioco.

## Art of Fighting
- Ryo Sakazaki

Ryo Sakazaki (リョウ・サカザキ?)  è il figlio del rispettabile maestro di Kyokugenryu, Takuma Sakazaki. Rimasto orfano all'età di 10 anni, ora vive con la sorella Yuri. Quando viene rapita si lancia immediatamente in suo soccorso. Sconfitto Mr.Karate viene fermato da Yuri un attimo prima che possa dargli il colpo di grazia. Mr.Karate si smaschera rivelando di essere Takuma, e di avere agito sotto ricatto di Mr.Big e Geese Howard. Prende parte anche al secondo e al terzo episodio di Art of Fighting, e a quasi tutte le edizioni di King of Fighters. In Buriki One, si presenta con l'uniforme del padre divenendo Mr.Karate II.
- Robert Garcia

È il figlio del multimiliardario Albert Garcia. Inviato alla famosa Accademia Imperiale per studiare i segreti del Kyokugen sotto la guida dell'amico fraterno di Albert, il maestro Takuma Sakazaki. Dopo la morte della madre e del padre di Ryo, Robert veglia sul giovane ragazzo, provvedendo a lui come un amico. Robert rimane, tuttavia, l'ultimo rivale di Ryo.
- Lee Pai Long

Lee Pai Long (cinese: 李白龍) è un maestro di arti marziali cinesi ed un medico esperto nel suo paese. Egli lavora come direttore della prigione di Southtown, ma ha anche un piccolo negozio di erbe che gestisce partime. È un ex avversario e amico di lunga data del padre di Ryo Sakazaki, Takuma ed entra nel torneo per testare le capacità di Ryo. La sua caratteristica principale è quella di indossare una maschera variopinta in stile cinese con motivi scimmieschi. Nel primo episodio è gialla e verde e nel secondo gialla e rossa. Tra l'altro, tra il primo e il secondo episodio le sue dimensioni fisiche vengono ridotte dai programmatori. Ironicamente, nella fine del AOF2, si scopre che LEE sarebbe diventato famoso per aver scoperto una cura alle emorroidi. È stato inoltre presentato in NeoGeo Battle Coliseum come un personaggio giocabile. Eiji Yano gli presta la sua voce in Art of Fighting e in NeoGeo Battle Coliseum e Kay Inage in Art of Fighting 2.
- Jack Turner

Jack Turner (ジャック・ターナー?) è un membro del sindacato di Mr. Big ed è lo sviluppatore del suo stile. È uno dei più grossi collaboratori di Mr. Big e devasta chiunque incontri nel suo cammino. Jack è anche il capo della banda di Southtown, conosciuta come Neo Black Cats. Ironicamente, nel finale di Jack in AOF2, egli rivelerà che intendeva trasformare la banda in un gruppo dance.
- Takuma Sakazaki

Takuma Sakazaki (タクマ・サカザキ?, Takuma Sakazaki; scritto anche 坂崎 拓馬, Sakazaki Takuma) è il padre di Ryo e di Yuri che li aveva lasciati prima del Art of Fighting. Takuma appare come il boss alla fine del gioco ed è mascherato da guerriero con il nome Mr. Karate (Mr.カラテ?, Misutā Karate), tenendo Yuri come ostaggio. Prima di essere sconfitto da Ryo e Robert, Yuri li ferma rivelando la sua identità. Successivamente si viene a sapere che Takuma fu costretto a lavorare per Geese Howard e che il suo braccio desto, Mr. Big, aveva rapito Yuri per averlo sotto controllo. Nella versione SNES, Takuma Sakazaki afferma di essere stato costretto ad uccidere Jeff Bogard in quanto Geese aveva già preso in ostaggio Yuri. In Art of Fighting 2, Takuma si prende la giusta rivincita contro Geese e Mr. Big assieme agli altri componenti della famiglia.
- John Crawley

Ex capitano della US Navy la marina militare degli Stati Uniti e istruttore di arti marziali, durante una missione il suo aereo viene colpito e lui viene successivamente salvato da Mr. Big, che lo arruola nella sua organizzazione; John però partecipa al torneo per cercare di vincere il premio in denaro e testare le sue capacità di combattimento.
- King

King è una campionessa di Muay Thai che sconfitta da Jack Turner è costretta a lavorare come buttafuori per Mr.Big; successivamente viene nuovamente sconfitta da Ryo e decide di redimersi aiutandolo a distruggere l'organizzazione malavitosa.
- Mickey Rogers

Mickey Rogers era un pugile professionista, che è stato espulso dai ranghi dopo aver accidentalmente ucciso un uomo sul ring; si reca Southtown per cercare avversari, per sfogare la sua rabbia e frustrazione: entra così nel torneo. 
- Todo

Todo è il creatore e insegnante dello stile di arti marziali Todoh karate, un misto di Aikido e Kendo. Todoh ha una lunga rivalità con i discepoli della scuola Kyokugenryu di karate e li considera una minaccia per il suo stile di insegnamento in termini di profitti ma il suo astio personale risale a una rivalità con Takuma Sakazaki quando entrambi gli uomini erano molto giovani.
- Mr.Big

Mr. Big è stato il boss della malavita di Southtown per molti anni, fino a quando ha fatto l'errore di attaccare il dojo Kyokugen. Dopo che il suo impero è stato rovesciato dall'organizzazione di Geese Howard, è stato poi reclutato dallo stesso Howard Geese tra le sue file. Mr. Big ha scalato presto i ranghi e divenne il braccio destro di Howard Geese.